# Азула
Азула (англ. Azula) — персонаж мультсериала «Аватар: Легенда об Аанге». Принцесса нации Огня и сестра Зуко. Одна из главных антагонистов со 2 сезона.

## Появления

### Мультсериал «Аватар: Легенда об Аанге»

#### Книга 1: Вода
Азула  впервые появляется во флешбэке в эпизоде «Буря», когда Лорд Огня Озай оставляет шрам на лице своего сына Зуко. Она злорадствует страданиям брата. В следующий раз принцесса появляется в конце второй части «Осады Севера». Её отец расстроен тем, что Зуко не смог поймать Аватара, а Айро оказался предателем, и посылает дочь поймать их.

#### Книга 2: Земля
У Азулы не получается схватить брата и дядю, потому что капитан её судна проболтался о том, что они везут Зуко и Айро домой как пленников. Тогда она собирает свой старый элитный отряд, состоящий из неё и её подружек: Мэй и Тай Ли. Она впервые сталкивается с Аватаром в Омашу. На протяжении сезона Азула преследует его, Зуко и Айро. Вскоре она руководит попыткой проникнуть в столицу Царства Земли, Ба-Синг-Се, используя гигантский бур. Их останавливает команда Аватара. После отряд Азулы одолевает воинов Киоши и забирает их одежду, чтобы замаскироваться. Под этим видом им удаётся проникнуть в Ба-Синг-Се. Они сближаются с Царём Земли, и тот непредусмотрительно выдаёт им план Сокки о Дне Чёрного Солнца.
Побыв в городе, принцесса понимает, что здесь всем на самом деле заправляют Дай Ли и их лидер Лонг Фенг. Когда последнего арестовывают, Дай Ли привели Азулу к своему лидеру, который уже знал, кто она такая на самом деле. Азула заключает с Лонг Фенгом сделку: он поможет Азуле в осуществлении госпереворота, взамен же девушка поможет Лонг Фенгу вернуть власть в городе. Им удаётся исполнить задуманное, и Азула предаёт Лонг Фенга, который признал, что она одолела его в его же игре. Дай Ли принимают её сторону. Она узнаёт о присутствии брата и дяди в городе и предлагает первому присоединиться к ней, чтобы тот искупил вину перед отцом. Зуко соглашается, и они противостоят Аангу и Катаре в подземных катакомбах. Когда последний маг воздуха входит в состояние Аватара, Азула внезапно поражает его молнией и тем самым убивает мальчика. Однако его вскоре возрождает Катара, используя духовную воду. Тем не менее, девушка окончательно устанавливает контроль над городом и впускает в него войска народа Огня.

#### Книга 3: Огонь
Азула и Зуко возвращаются на родину. Принцесса врёт отцу, что её брат убил Аватара, поскольку подозревает, что тот мог выжить. Это позволит ей свалить всю вину на Зуко на тот случай, если её догадки окажутся верны. Во время затмения команда Аватара и их союзники прибывают в страну нации Огня, чтобы выполнить свой план. Однако узнавшая об этом ещё в Ба-Синг-Се Азула предупреждает отца, и они укрываются в подземных бункерах. Принцесса не позволяет Аангу, Сокке и Тоф добраться до Озая. Зуко тем временем предаёт отца, высказывая ему всё в лицо. Он осознал все свои ошибки и примкнул к команде Аватара, став преподавателем Аанга по магии огня.
В дальнейшем Азула прибывает в тюрьму под названием Кипящая скала, где поймали Зуко, когда он с Соккой пытался освободить отца последнего. Заключённым удаётся сбежать, и Азула с Тай Ли пытаются их остановить. Однако принцессу предаёт Мэй, которая заявляет, что любит Зуко больше, чем боится её. Разгневанная Азула хочет прикончить её молнией, но её ци блокирует Тай Ли, которая решает принять сторону Мэй. Бывших подруг принцессы хватает стража, и Азула приказала запереть предательниц там, где больше никогда их не увидит. После Азула ведёт войска к Западному храму воздуха, где сражается с братом. Они падают с дирижабля, и Зуко ловят друзья на Аппе, Азула же спасается сама, применив магию.
В финале Озай становится Королём Фениксом, самопровозглашённым правителем всего мира, а Азулу собирается сделать новым Лордом Огня. Перед коронацией принцесса начинает окончательно сходить с ума. Из-за паранойи и страха быть убитой она увольняет всех своих слуг и советников, вдобавок ей мерещится мать, которая говорит, что любит её, и та просто запуталась. На церемонию коронации прибывают Зуко и Катара. Азула решает сразиться с братом один на один в Агни Кай, чтобы победитель доказал своё право на трон. Когда он начинает побеждать, Азула решает пойти на подлость и стреляет молнией в Катару, но Зуко в последний момент закрывает соратницу собой. В конечном итоге она терпит поражение от Катары, которой, несмотря на все сложности, удаётся заковать Азулу в цепи, а затем исцелить своего спасителя. Из-за этого проигрыша у Азулы случается полный нервный срыв: она бесконтрольно плачет и пускает огонь изо рта и ушей, тщетно пытаясь освободиться от оков.

## Отзывы и критика
Азуле нужно действовать жёстко, чтобы произвести впечатление как на своих союзников, так и на врагов, но ясно, что ей это нравится, и она делает это не только для видимости. Во время отдыха на пляже Азулу приглашают поиграть в волейбол с другими подростками, но ей удаётся превратить это в игру не на жизнь, а на смерть! Она поджигает сеть и использует для победы тот факт, что у девушки из противоположной больная лодыжка. И она довольно громко хвастается этим… Также не забывайте, как Азула подожгла страховочную сетку Тай Ли во время её циркового выступления.
Азуле посвящено несколько статей на таких сайтах, как Screen Rant и Comic Book Resources. Льюис Кемнер отмечал, что она «в целом тщеславный и высокомерный человек». Он писал, что она хорошая лгунья, и даже Тоф, способная чувствовать, когда люди врут, не может распознать её ложь. Ещё журналист подчёркивал, что Азула весьма «опытный акробат», хотя и не такой, как Тай Ли. Из неплохих поступков принцессы Кемнер выделял её попытку понравиться парню на вечеринке из эпизода «Пляж». Аманда Стил посчитала, что «навыки магии молнии Азулы определённо впечатляют, и она одна из немногих магов огня в мультсериале, которые способны создавать эту мощную энергию». Репортёр также назвала принцессу «очень умной», поскольку она «часто была на пару шагов впереди своих врагов, и у неё всегда был план». Дэвид Циммерман подмечал, что Азула была гораздо эффективней, чем Зуко и Джао, в плане охоты за Аватаром, акцентировав внимание на её действиях в серии «Погоня». Аджай Аравинд высоко оценил физическую силу Азулы. Ноеми Арельяно-Саммер посчитал, что захват принцессой города Ба-Синг-Се — «возможно, её самое величайшее достижение во всём мультсериале». Финальная битва Азулы с Зуко в «Комете Созина» заняла 1 место в списке лучших сражений принцессы. Брэндон Захари назвал Азулу «одним из самых привлекательных персонажей» мультсериала.
Принцесса также попадала в различные топы персонажей. Зак Блюменфелд из Paste поставил её на 9 место среди 20 лучших персонажей вселенной «Аватара» и подчеркнул безумие Азулы. В Hollywood.com она удостоилась попасть в список «9 злодеев, за которых стоит болеть». Журналист написал, что Азула «очень хитрая и беспощадная злодейка», отметив, что ранее на детском телевидении не было подобных ей. Сара Гудвин из The Mary Sue включила принцессу в топ 7 лучших злодеек из мультфильмов. Она посчитала, что «Азула сильная, целеустремлённая, амбициозная и способная». В журнале Moviepilot персонажа поставили на 1 место среди лучших работ Грей Делайл в озвучивании злодеек и отметили, что Азула «вероятно, была лучшим антагонистом мультсериала» за счёт «её тактичного ума, ловкости, безжалостности, манипуляций и способностей в магии огня». На том же сайте она заняла 5 место в топе величайших злодеек на телевидении. Журналист назвал её «фантастическим стратегом, отличным манипулятором и, возможно, самым величайшим магом огня, которого когда-либо видел мир». Бернардо Сим из Screen Rant дал Азуле 11 место в топе 16 «самых горячих» супергероев и злодеев. Кевин Таш из Collider включил персонажа в топ лучших злодеев франшизы.